# Прадамано
Прадамано (італ. Pradamano, вен. Pradaman) — муніципалітет в Італії, у регіоні Фріулі-Венеція-Джулія,  провінція Удіне.
Прадамано розташоване на відстані близько 470 км на північ від Рима, 60 км на північний захід від Трієста, 7 км на південний схід від Удіне.
Населення — 3566 осіб (2014).
Щорічний фестиваль відбувається 22 листопада. Покровитель — Santa Cecilia.

## Демографія
Населення за роками:

Станом на 1 січня 2023 року в муніципалітеті офіційно проживало 186 іноземців з 30 країн, серед них 84 громадяни країн Євросоюзу та 11 громадян України.

## Сусідні муніципалітети
- Буттріо
- Павія-ді-Удіне
- Премаріакко
- Реманцакко
- Удіне